# Constantí Cliarè
Constantí IV Cliarè (en grec medieval Κωνσταντίνος Δ΄ Χλιαρηνός) va ser patriarca de Constantinoble de l'any 1154 al 1156. Va succeir al patriarca Neòfit I, que va dimitir del seu càrrec.
Era diaca i sacel·lari (σακελλάριος) a l'església de Constantinoble, i va ser elegit patriarca quan el seu predecessor es va retirar. Va ocupar el càrrec fins a la seva mort. Va convocar un sínode per condemnar el mal comportament de Nicèfor, mestre de retòrica i professor d'interpretació dels Evangelis a Santa Sofia.